# Polygonatum gracile
Polygonatum gracile är en sparrisväxtart som beskrevs av P.Y.Li. Polygonatum gracile ingår i släktet ramsar, och familjen sparrisväxter. Inga underarter finns listade i Catalogue of Life.